# Barbara Boock
Barbara Boock (geboren 1948 als Barbara Zoche in Wiesbaden) ist eine deutsche Bibliothekarin und Liedforscherin. Sie war 41 Jahre im Deutschen Volksliedarchiv in Freiburg i. Br. tätig und legte durch ihre Expertise und ihr Engagement eine einzigartige Grundlage für die moderne Popularliedforschung.

## Leben
Barbara Boock begann 1972 als Bibliothekarin des Deutschen Volksliedarchivs in Freiburg i. Br., das 1914 von John Meier zur Sammlung und Dokumentation von Volksliedern gegründet worden war. Neben ihrer Aufgabe der Katalogisierung und Indexierung von Sammlungen ging Boock dem Forschen und Recherchieren nach. Sie entdeckte Ende der 1970er-Jahre in der Straßburger Stadtbibliothek die Vertonung des Gedichts Badisches Wiegenlied von Ludwig Pfau aus dem Jahre 1849/1850. 1991 fand sie auf dem Dachboden des Volksliedarchivs Aufzeichnungen eines Briefzensors der Gestapo, der Notizen aus Briefen von osteuropäischen Zwangsarbeitern gemacht hatte. Die Materialien wurden ediert und im Rahmen einer Studie unter dem Titel „Fliege, mein Briefchen, von Westen nach Osten.“ Auszüge aus Briefen russischer, ukrainischer und weißrussischer Zwangsarbeiterinnen und Zwangsarbeiter 1942–1944 veröffentlicht. 2003 fand Boock heraus, dass das Lied O du fröhliche nicht, wie bisher angenommen von Johann Gottfried Herder während einer Reise entstanden war, da sich darüber nichts in seinem Nachlass vermerkt ist. Bei dem Lied Zogen einst fünf wilde Schwäne konnte sie 2005 den litauischen Ursprung widerlegen.
Im Laufe ihrer 41-jährigen Tätigkeit nahm Boock viele Sammlungen und Erwerbungen auf. Sie prägte das Volksliedarchiv als Ort wissenschaftlicher Begegnung und initiierte und unterstützte viele Forschungsprojekte. Sie war am Aufbau des Historisch-kritischen Liederlexikons beteiligt und von 2001 bis 2012 Vorstandsmitglied der Kommission für Volksdichtung (SIEF). Barbara Boock veröffentlichte drei Bücher und über 20 Aufsätze, die Bibliographie der deutschsprachigen Kinderliederbücher 1770–2000 gilt als Referenzwerk. Im April 2013 ging sie in den Ruhestand. Auf dem Rudolstadt-Festival 2014 wurde ihr der Musikpreis „Ehren-RUTH“ verliehen.
Boock hat zwei Kinder aus ihrer ersten Ehe mit einem Amerikaner. Bis 1996 veröffentlichte sie unter dem Namen Barbara James. In zweiter Ehe ist sie mit Peter-Jürgen Boock, einem ehemaligen RAF-Terroristen, verheiratet; sie wohnen in Italien am Lago Maggiore.

## Veröffentlichungen (Auswahl)
Bücher
- Mechthild Fuchs, Barbara James: Deutsches Volkslied. Das allzubekannte Unbekannte. J. B. Metzler, Stuttgart 1983, ISBN 978-3-476-20282-6.
- Barbara James, Walter Moßmann: Glasbruch 1848: Flugblattlieder und Dokumente einer zerbrochenen Revolution. Luchterhand Verlag, Darmstadt 1983, ISBN 978-3-472-61462-3.
- Barbara Boock: Kinderliederbücher 1770–2000. Eine annotierte, illustrierte Bibliografie der deutschsprachigen Kinderliederbücher im Deutschen Volksliedarchiv. Waxmann Verlag, Münster 2009, ISBN 978-3-8309-6819-1.

Aufsätze
- Barbara James: Lieder der Deutschen in Paris 1833–1845. Vom „Deutschen Gesangverein“ bis zum „Bund der Gerechten“. In: Lied und politische Bewegung. Leipzig 1984, S. 44–49.
- Barbara James, Renate Wagner: „Schlaf, Kindchen schlaf, die Mutter“ ... Arbeit und Alltag im Wiegenlied. In: Frauenalltag – Frauenforschung. Beiträge zur 2. Tagung der Kommission Frauenforschung in der Deutschen Gesellschaft für Volkskunde, Freiburg 22.–25.5.1986. Frankfurt a. M. 1988, S. 325–331.
- Barbara Boock: „Schwarzbraun ist die Haselnuss, schwarzbraun bin auch ich“ ... Nachforschungen zu einem umstrittenen Volkslied. In: ad marginem. Veröffentlichungen des Instituts für musikalische Volkskunde der Universität Köln. Nr. 74 (2001), S. 3–10.
- Barbara Boock: „Alt und authentisch“ – Wunsch und Wirklichkeit bei der Suche nach der verlorenen Tradition im Volkslied. In: Jahrbuch des Österreichischen Volksliedwerkes. 60 (2011), S. 23–30.